# Gymnadenia conopsea
Cẩm nha (danh pháp hai phần: Gymnadenia conopsea) là một loài thực vật có hoa trong họ Lan. Loài này được (L.) R.Br. mô tả khoa học đầu tiên năm 1813. Loài này sống trên vùng đá vôi, đất đồng cỏ và bãi lầy trên khắp Bắc Âu, nó nở hoa vào mùa hè từ tháng 6 đến tháng 7.

## Hình ảnh

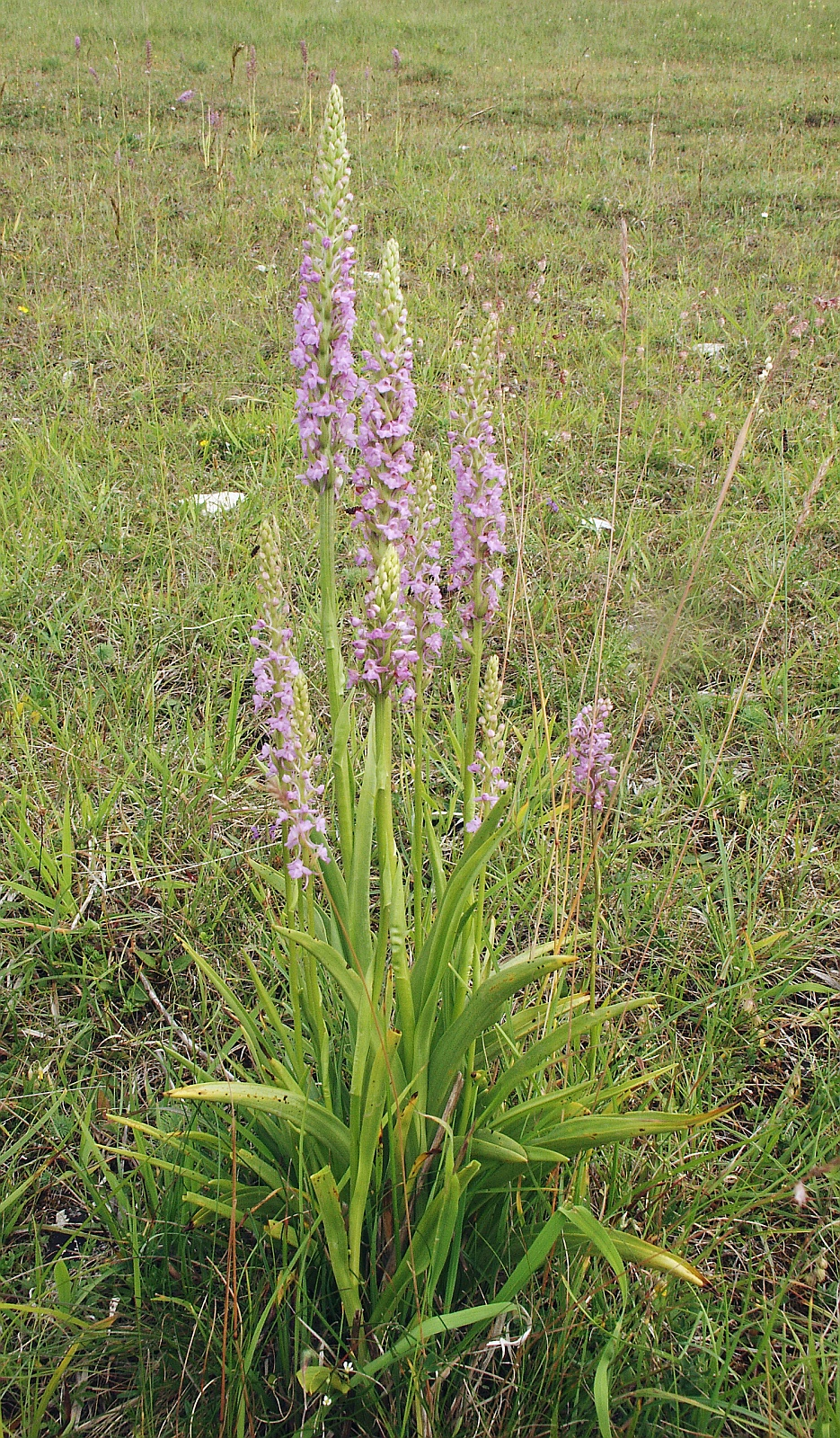
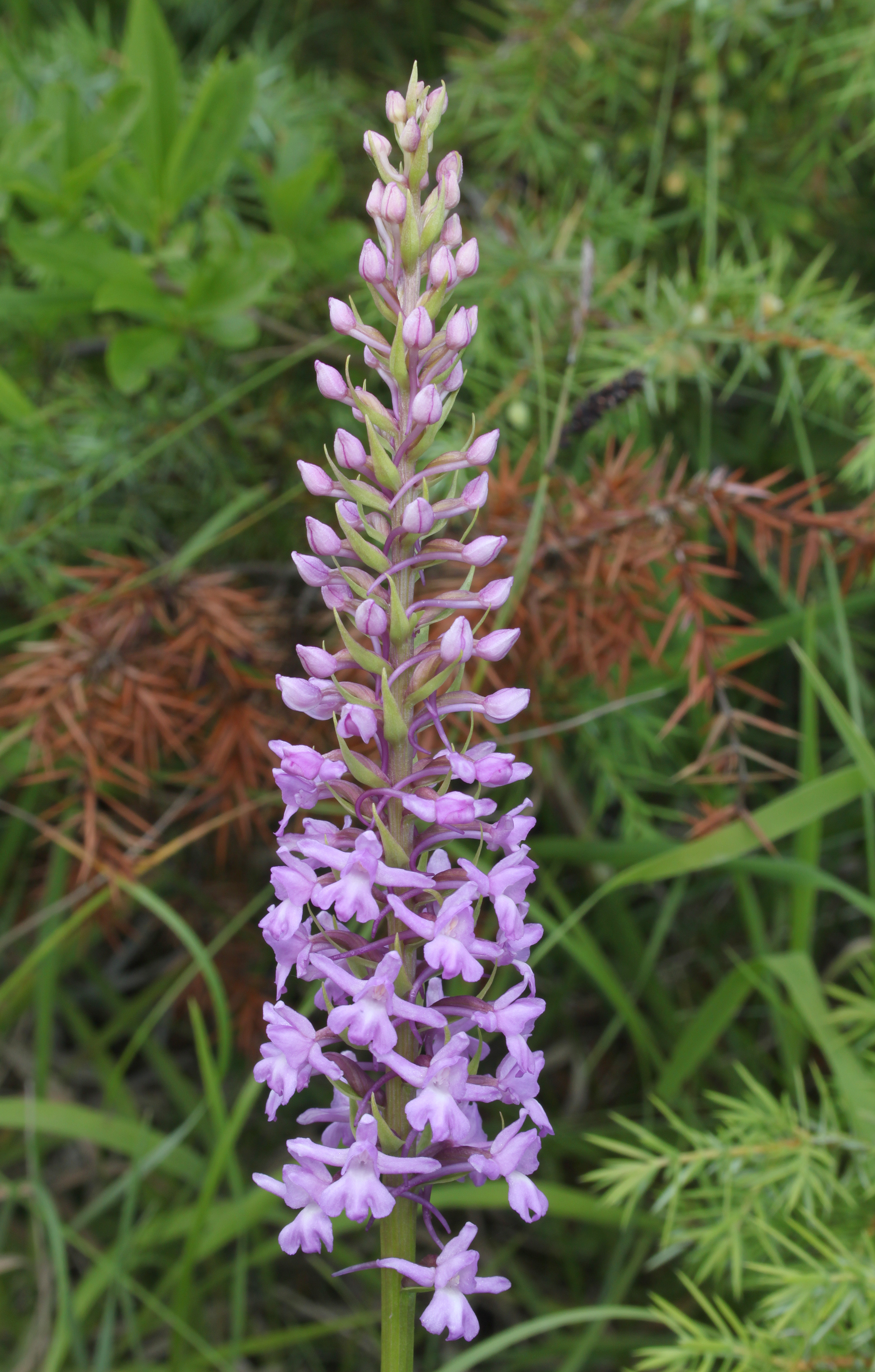
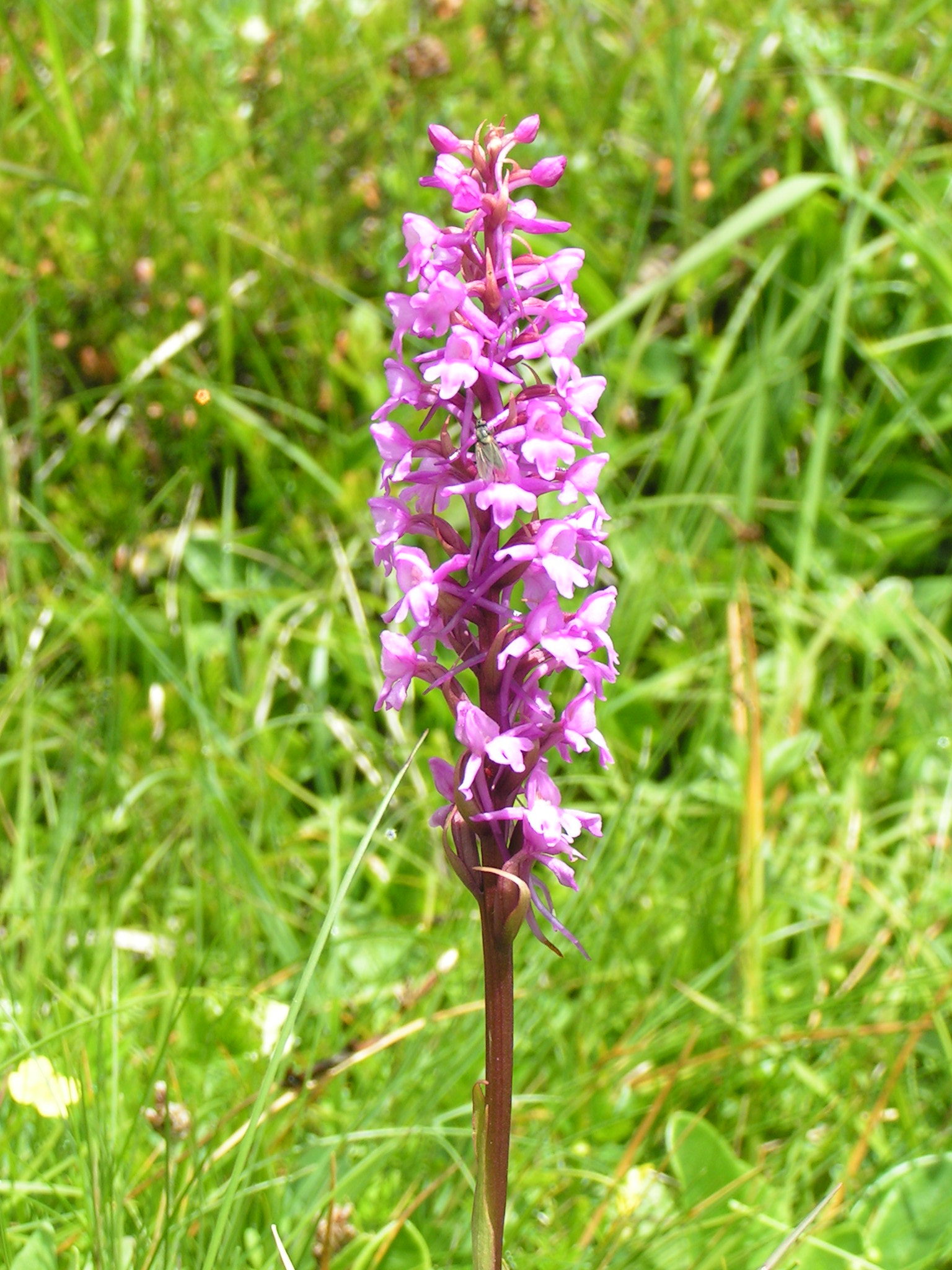